# Maksymilian Stolarow
Maksymilian Stolarow (ur. 8 grudnia 1908 w Moskwie, zm. 26 czerwca 1965 w Londynie) – rosyjski i od 1925 polski tenisista okresu międzywojennego. Mistrz i reprezentant Polski.

## Życiorys
Pochodził z rosyjskiej rodziny, która w 1920 osiadła w Łodzi. Jego ojciec, Aleksander Stolarow, s. Włodzimierza, był tutaj właścicielem fabryki wyrobów bawełnianych w południowej części miasta (u zbiegu ul. Rzgowskiej i Dąbrowskiego), a po jej przekształceniu w 1925 – współwłaścicielem Fabryki Wyrobów Bawełnianych W. Stolarow i S-ka na Chojnach.
Rodzina Stolarowów opuściła Łódź po wybuchu I wojny światowej, przed zajęciem miasta przez Niemców. W 1925 Maksymilian Stolarow powrócił z ZSRR do Łodzi wraz z ojcem i bratem, Jerzym. Od tegoż roku był członkiem Łódzkiego Klubu Lawn-Tennisowego.
Był mistrzem Polski w grze indywidualnej (1928, 1929), grze podwójnej (1926, 1927, 1928, 1929, 1930, 1931) oraz drużynowym mistrzem Polski (1927–1932) i międzynarodowym mistrzem Polski w deblu w 1931. Ponadto w 1930 i 1931 przegrał w finale mistrzostw z Ignacym Tłoczyńskim, był także finalistą turnieju deblowego MP w 1932 i turnieju miksta w 1928 i 1930. Jego partnerem deblowym był starszy brat, również indywidualny mistrz Polski (z 1927) Jerzy Stolarow.
Reprezentował Polskę w Pucharze Davisa, zagrał w dziewięciu spotkaniach w latach 1928–1935 (w pięciu spotkaniach rozegrał 10 spotkań singlowych, z których wygrał trzy, grał też sześć spotkań w deblu, z których wygrał jedno).
Do legendy polskiego tenisa przeszło jego spotkanie z Henri Cochetem w 1931, kiedy na korcie Legii Warszawa przegrał z Francuzem pojedynek singlowy w towarzyskim spotkaniu z paryskim Racing Club. Po czterech setach stan spotkania był 2:2, a w piątym secie Stolarow prowadził wynikiem 5:4, ale nie uznano mu, prawidłowej według niektórych obserwatorów, zwycięskiej piłki meczowej.
W 1933 przeniósł się do Warszawy. Jeszcze przed 1939 odziedziczył razem z braćmi udziały w Fabryce Wyrobów Bawełnianych. W czasie II wojny światowej przedostał się do Wielkiej Brytanii, m.in. służył w szeregach 1 Pułku Artylerii Przeciwlotniczej 1. Dywizji Pancernej. Po II wojnie światowej pozostał na emigracji, m.in. pracował w BBC.
W 1946 jego nazwisko pojawiło się na liście uczestników turnieju wimbledońskiego, ale nie przystąpił do pierwszego meczu i tym samym przegrał walkowerem zaplanowane spotkanie.